# Manchester (Kansas)
Manchester es una ciudad ubicada en el condado de Dickinson en el estado estadounidense de Kansas. En el año 2010 tenía una población de 95 habitantes y una densidad poblacional de 135,71 personas por km².

## Geografía
Manchester se encuentra ubicada en las coordenadas 39°5′37″N 97°19′17″O / 39.09361, -97.32139 (39.093657, -97.321501).

## Demografía
Según la Oficina del Censo en 2000 los ingresos medios por hogar en la localidad eran de $31,563 y los ingresos medios por familia eran $32,500. Los hombres tenían unos ingresos medios de $22,500 frente a los $16,500 para las mujeres. La renta per cápita para la localidad era de $14,035. Alrededor del 7.8% de la población estaban por debajo del umbral de pobreza.